# Megaditta
La Megaditta è un'impresa immaginaria, presso la quale lavora il personaggio di fantasia Ugo Fantozzi, creato e interpretato dal comico Paolo Villaggio nella saga di Fantozzi e in cui si svolge la maggior parte delle vicende che riguardano lui e i suoi colleghi.
I termini Megaditta e Megadirettore sono diventati di uso comune anche nella realtà, sia colloquialmente che in ambito giornalistico, per indicare imprese ed enti molto grandi e/o complessi e dirigenti o imprenditori che godono di grandi poteri, ed è stato osservato come essi facciano parte di "una sorta di neo-linguaggio futurista che rappresenti la gerarchica distanza dei rapporti e le proporzioni alienanti della burocrazia".

## Descrizione

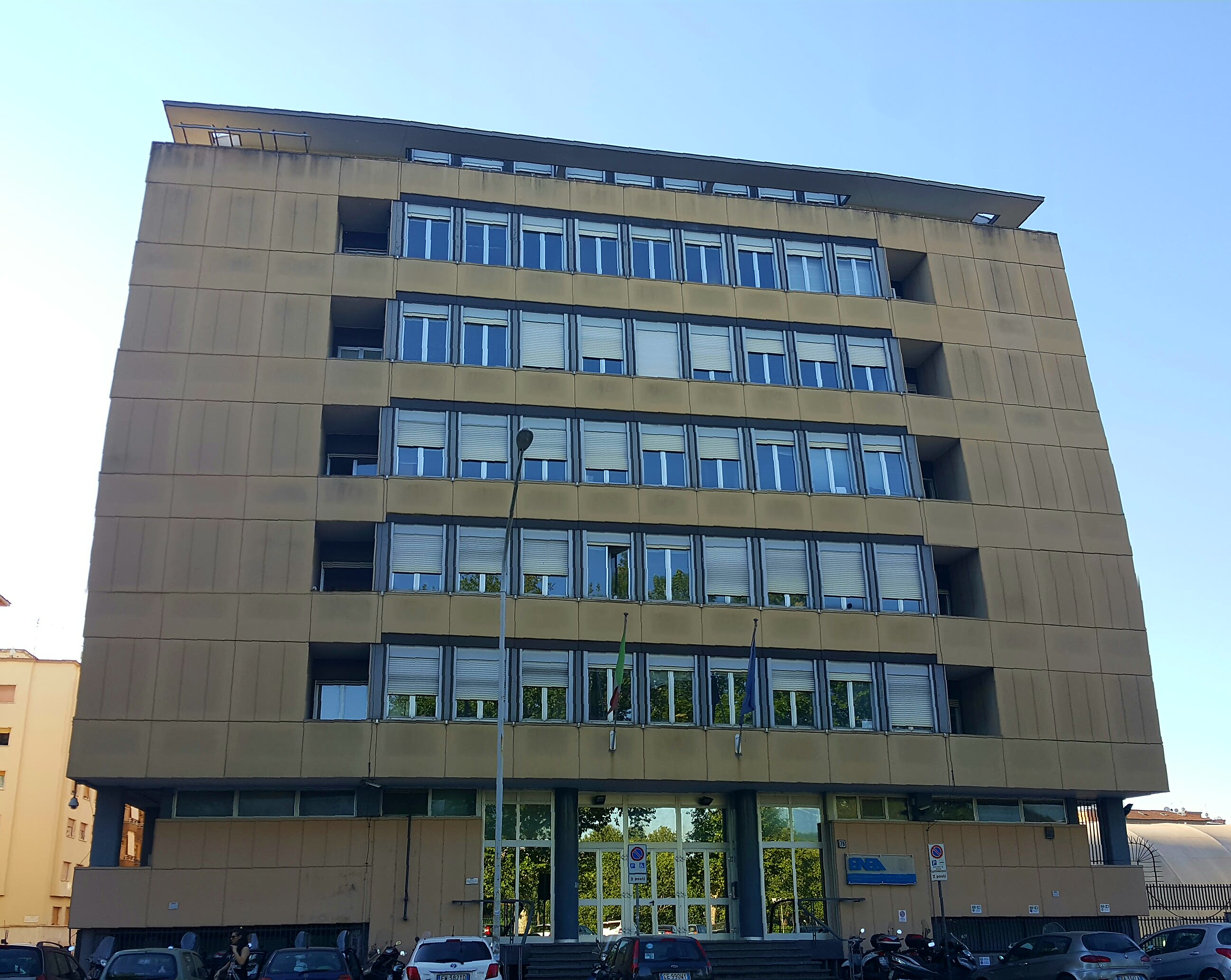
Sede centrale dell'ENEA a Roma, sul lungotevere Thaon di Revel 76, usato come sede della "megaditta" nel film Fantozzi contro tutti del 1980.

Si tratta di una caricatura tragicomica di un'impresa dove i dirigenti sono, in maniera esasperata, caratterizzati come ricchissimi aristocratici dai modi crudeli e tirannici, e gli impiegati come arrivisti, servili e perditempo. La megaditta ricalca tutti i possibili stereotipi di un luogo di lavoro alienante e di sfruttamento.
Il nome fa riferimento a sette tipologie di prodotti diversi, quindi il settore di cui si occupa l'impresa non è ben determinabile.                                            Si tratta di una rappresentazione caricaturale dell'archetipo della grande azienda privata a partecipazione statale, spesso multisettoriale e altamente burocratizzata, tipica dell'Italia della prima repubblica, ma anche delle multinazionali inglesi e nordamericane del secondo dopoguerra. Nella serie di film vengono mostrati solo gli uffici amministrativi dell'azienda, dove lavorano gli impiegati, mentre non viene mai fatta neanche menzione di una sua sezione produttiva, dove dovrebbero lavorare gli operai. L'azienda è inoltre più volte al centro di scandali finanziari (in uno dei quali è coinvolto in modo inconsapevole lo stesso Fantozzi).
La sede è un edificio enorme ed incombente (nel primo film risulta avere 29 piani, un grattacielo), effetto reso nel primo film della saga tramite accurate inquadrature del palazzo che ospitava la sede dell'INAM, in seguito divenuto sede della Giunta regionale del Lazio, lungo la via Cristoforo Colombo a Roma. Nel 1980, per il film Fantozzi contro tutti, fu invece usato il palazzo dell'ENEA a Roma, e in una delle scene si vedono gli impiegati che fuggono dagli uffici allo scoccare del termine dell'orario lavorativo calandosi con le corde, gettandosi su teli di salvataggio oppure correndo precipitosamente verso l'ingresso principale.
Anche se la data di fondazione dell'azienda non è nota, essa esisterebbe almeno dal 1922, come si può vedere dai grafici esposti sulla parete durante il colloquio di lavoro del ragioniere in Il secondo tragico Fantozzi.

## Amministrazione ed uffici
Ufficio Sinistri: presso questo ufficio lavorano Ugo Fantozzi, Luciano Calboni, il Ragionier Renzo Silvio Filini, la Signorina Silvani, il Ragionier Mughini e il Ragionier Fonelli.
Nel film Fantozzi vengono citati un Ufficio raccomandazioni e promozioni, di cui Catellami è nominato Gran Maestro, e un Ufficio Impiegati Smarriti: questo ufficio si occupa della ricerca degli impiegati scomparsi, tra cui lo stesso Ugo Fantozzi.
Nel film Fantozzi contro tutti, scopriamo che tra gli uffici diretti dai componenti del Consiglio dei Dieci Assenti ci sono un Ufficio Repressione Sindacale, un Ufficio Riciclaggio Denaro Sporco, un Ufficio Amici della Mafia, un Ufficio Tangenti per Corruzioni, un Ufficio Reclutamento Lavoro Nero, un Ufficio Scommesse e Gioco d'Azzardo e un Ufficio Licenze Speculazioni.
Nel film Fantozzi subisce ancora, la sezione amministrativa della Megaditta risulta composta da quattro uffici principali:
- Ufficio Bustarelle e Raccomandazioni;
- Ufficio Furti e Ricatti;
- Ufficio Amministrazione: i dipendenti di questo ufficio, secondo quanto narrato nel film, dopo essere arrivati ultimi nelle gare d'atletica aziendali, dovrebbero essere stati trasferiti a lavorare presso la miniera di Sassu Strittu come muli da soma.
- Ufficio Cassa e Stipendi: questo ufficio viene visto per la prima volta quando, all'inizio del film, Fantozzi si finge tra i dipendenti di questo ufficio per ingannare il Direttore dei Direttori Corrado Maria Lobbiam.

Durante la stessa ispezione appare anche l'insegna di un Ufficio timbri, un ufficio secondario non visto alle Olimpiadi Aziendali della Megaditta.
Nel film Fantozzi va in pensione si viene inoltre a conoscenza di altri uffici:
- Ufficio Bustarelle e Tangenti;
- Ufficio Attentati e Sinistri;
- Ufficio Lettere Anonime e Ricatti: in questo ufficio lavorano il Ragionier Filini e la Signorina Silvani al momento di andare in pensione. Fantozzi, prima di essere collocato a riposo, risulterà lavorare presso l'Ufficio (R. I. M. V.) ossia "Ricerche Impiegati Murati Vivi"[8].

Nel film Fantozzi in paradiso, durante l'orazione funebre di Filini, viene menzionato un ulteriore Ufficio Adulazioni.
Nello stesso film nella rapina alla banca della Megaditta, viene visto un "Ufficio Impiegati Smarriti" ove viene menzionato lavorare Ugo Fantozzi prima di essere collocato a riposo. 

## Vertici aziendali
Megadirettore Galattico

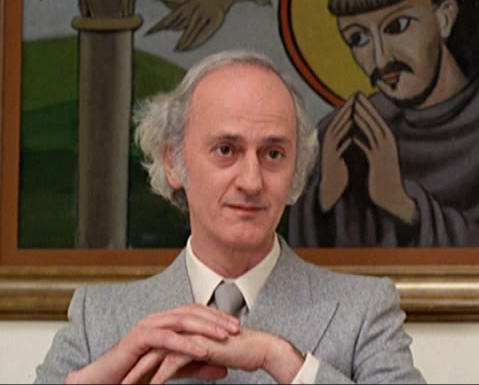
Paolo Paoloni interpreta il Megadirettore Galattico nel 1°, 2°, 8°, 9° e 10° film

Il Megadirettore Galattico Duca Conte Balabam è il padrone assoluto della Megaditta. È un personaggio molto misterioso e pare che Fantozzi sia stato l'unico impiegato a riuscire a vederlo fisicamente, al punto che in azienda si dice che non esista neppure, che sia solo un'entità astratta. Apparentemente tranquillo ed affabile, in realtà è molto crudele e, quando un impiegato non si comporta bene, lo utilizza per fare una poltrona in pelle umana da mettere nel suo ufficio, il cui arredamento è solo all'apparenza spoglio e spartano. Gli impiegati più buoni e obbedienti vengono invece messi a nuotare nel suo Acquario degli impiegati, nascosto alla vista da un quadro a tema religioso.
Compare in: Fantozzi; Il secondo tragico Fantozzi; Fantozzi in paradiso; Fantozzi - Il ritorno; Fantozzi 2000 - La clonazione

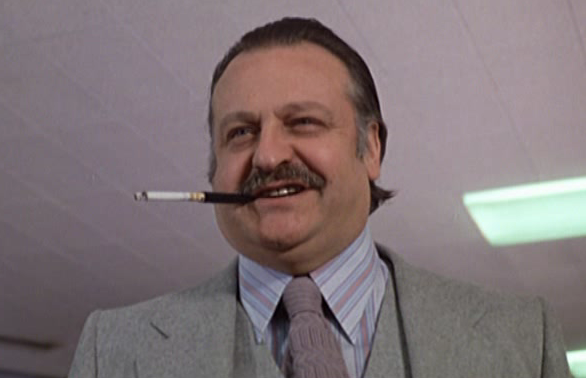
Umberto D'Orsi interpreta il Cavalier Catellami nel 1° film

Direttore Onorevole Cavaliere Conte Diego Catellami
Il Direttore Onorevole Cavaliere Conte Diego Catellami è il Gran Maestro dell'Ufficio Raccomandazioni e Promozioni e direttore dell'Ufficio Sinistri. È un grande appassionato di biliardo ed è solito promuovere gli impiegati che perdono con lui un certo numero di partite. Verrà battuto, contro ogni previsione, da Fantozzi, in una partita al termine della quale il ragioniere, per sfuggire alle ire del direttore, sequestrerà sua madre.

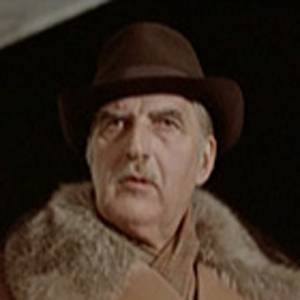
Antonino Faà di Bruno interpreta il Duca Conte Semenzara nel 2° film

Compare in: Fantozzi
Megadirettore Clamoroso Duca Conte Pier Carlo ing. Semenzara
Il Megadirettore Clamoroso Duca Conte Pier Carlo ing. Semenzara è lo scaramantico Gran Maestro del Consiglio dei Dieci Assenti e Direttore dell'Ufficio Amministrazione. È il dirigente più anziano dell'azienda e anche quello che possiede l'ufficio più lussuoso. È sposato con Margherita, che però tradisce con diverse prostitute (ad esempio al ritorno dal casinò di Monte Carlo), spesso simulando la partecipazione a "riunioni permanenti" del Consiglio dei Dieci Assenti e venendo coperto da Fantozzi. È un appassionato giocatore d'azzardo e un uomo estremamente superstizioso, con il quale Fantozzi sarà costretto ad andare a giocare al casinò di Monte Carlo, passandone di tutti i colori nel tentativo di assecondarne i bizzarri rituali scaramantici.
Compare in: Il secondo tragico Fantozzi

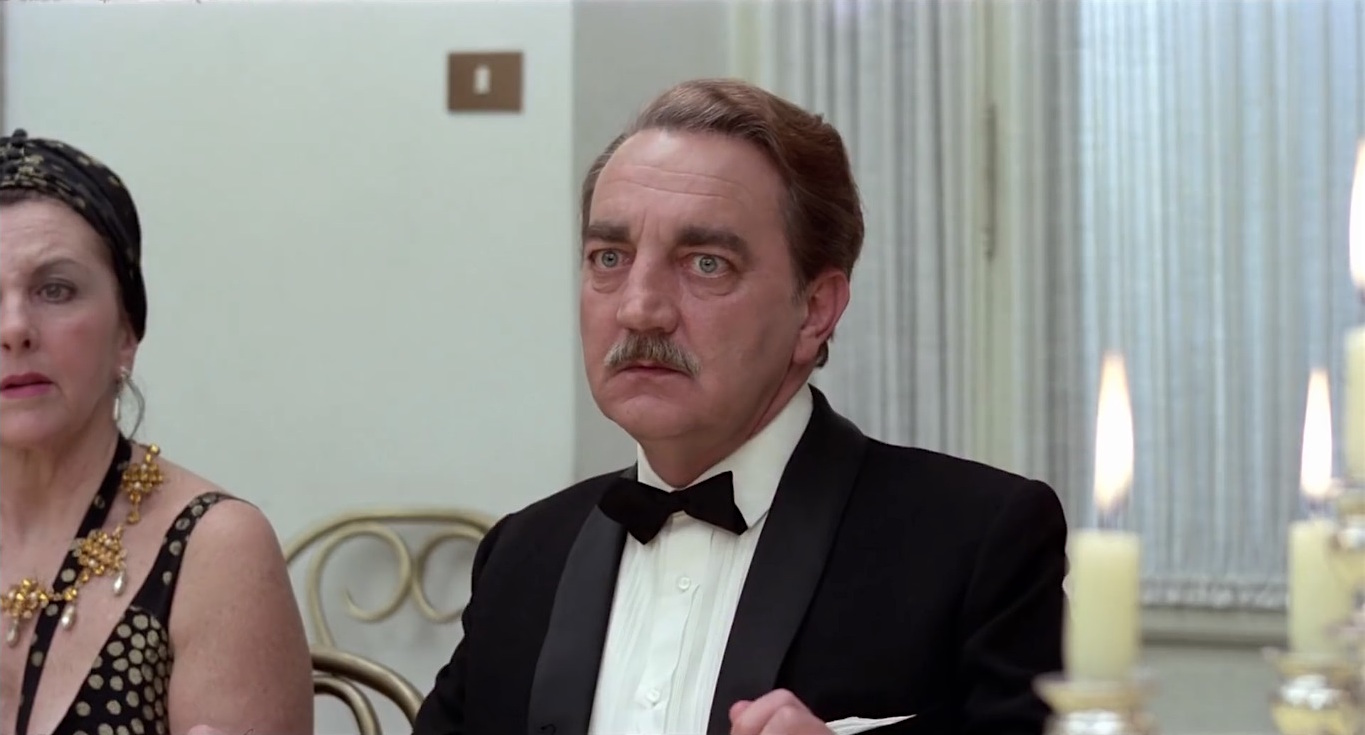
Ugo Bologna interpreta il Direttore Lobbiam nel 2° e 4° film

Mauro Vestri interpreta il Professor Riccardelli nel 2° film

Paul Müller, qui in un ritratto giovanile, interpreta il Visconte Cobram nel 3° film e l'anziano Duca Conte Barambani nel 6° e 7° film

Direttore Conte Corrado Maria Lobbiam
Il Direttore Conte Corrado Maria Lobbiam è l'ispettore degli ispettori, che controlla il regolare svolgimento del lavoro da parte dei dipendenti. Svolge anche il ruolo di capo varo delle navi aziendali.
Compare in: Il secondo tragico Fantozzi; Fantozzi subisce ancora
Megadirettore Professor Guidobaldo Maria Riccardelli
Il Megadirettore Professor Guidobaldo Maria Riccardelli è il direttore dell'Ufficio Furti e Ricatti. Fanatico cultore del cinema d'essai, costringe una volta alla settimana i propri impiegati ad assistere alla proiezione di lunghi e noiosi film storici da lui idolatrati, quali La corazzata Kotiomkin. Fu proprio lui a promuovere Fantozzi (inizialmente assunto come "spugnetta per francobolli") alla sua attuale posizione, dopo che il protagonista, dietro suggerimento di un capo usciere corrotto, si finse appassionato di cinema come lui durante un colloquio.
Compare in: Il secondo tragico Fantozzi
Megadirettore Ereditario Dottor Ing. Gran Mascalzon. di Gran Croc Visconte Cobram
Il Visconte Cobram, del quale non si conosce il nome di battesimo, ha acquisito questa carica venendo eletto tramite sorteggio dopo la scomparsa del suo predecessore, il direttore ereditario conte Vignardelli Bava, morto di rosolia all'età di 106 anni. È un grande appassionato di ciclismo, da giovane è stato un mediocre ciclista dilettante e ha poi fatto carriera in azienda facendo il lecchino e la spia dei potenti; dopo aver obbligato tutti i dipendenti a duri allenamenti in bicicletta, organizza la terribile corsa ciclistica Coppa Cobram, su un percorso lungo 70 km.
Compare in: Fantozzi contro tutti
Megapresidente Arcangelo

Lars Bloch interpreta il Megapresidente Arcangelo nel 3° film

Il Megapresidente Arcangelo è il capo del Gran Consiglio dei Dieci Assenti, il consiglio di amministrazione della ditta. Fantozzi, in un momento di malumore al rientro dalle ferie di fronte alla prospettiva di un nuovo anno di lavoro, scriverà involontariamente in cielo, a caratteri cubitali, "Il Megapresidente è uno stronzo!", e, scoperto dal Gran Consiglio dei Dieci Assenti, viene minacciato di trasferimento forzato ad Olbia dai membri del Consiglio. Improvvisamente arriva il Megapresidente, che, sorridendo tranquillamente, chiede cortesemente a Fantozzi a scriversi da sé il proprio nome al posto del suo.
Compare in: Fantozzi contro tutti
Il Gr. Ladr. Farabut. di Gr. Croc. Mascalz. Assas. Figl. di Gr. Putt. Marchese Conte Piermatteo Barambani Megalom
Il Conte Piermatteo Barambani Megalom è un dirigente della ditta il cui ruolo non è ben definito; il suo piccolo ufficio è protetto da due Guardie svizzere. È un uomo apparentemente tranquillo, che nasconde banalmente la sua superbia, ed è colui che invita Fantozzi e Filini a una crociera sulla propria barca, intendendo in realtà farli lavorare come schiavi, fino a costringerli, dopo un guasto al motore, a trainarla con un canotto.
Compare in: Fantozzi contro tutti;
Duca Conte Francesco Maria Barambani
Il Duca Conte Francesco Maria Barambani è un dirigente che, vista la nostalgia dell'ormai pensionato Fantozzi per il suo lavoro, gli concederà, in cambio della sua pensione, il privilegio di tornare a lavorare in nero nella Megaditta. È caratterizzato da vari acciacchi (indossa un collarino cervicale) e da un'età molto avanzata, i quali lo costringono in carrozzina. Non si sa se abbia legami di parentela con il conte Piermatteo Barambani, pur portando lo stesso cognome e lavorando nella stessa società. In Fantozzi alla Riscossa, lo stesso direttore compare sotto il nome di Direttore Naturale Dottor Matteo Maria Barambani e rispetto al precedente film, oltre che essere molto più giovane e senza il collarino cervicale e la sedia a rotelle, è anche più malvagio e cattivo, soprattutto nei confronti di Fantozzi.
Compare in: Fantozzi va in pensione; Fantozzi alla riscossa

## Carriera amministrativa
L'unico film nel quale viene riportata una parte della gerarchia della carriera amministrativa dei dipendenti della Megaditta è Il secondo tragico Fantozzi. Essi comportano una serie di privilegi e benefici singolari descritti di seguito:
- Dirigenza: serra di piante di ficus, scrivania in mogano con piano di cristallo, tre telefoni, dittafono, sei quadri naif, quadro ecclesiastico, tappeto e moquette per terra, poltrone in pelle umana, acquario dove nuotano come pesci gli impiegati più meritevoli (di questa classe fanno parte il Duca Conte Megadirettore Galattico Balabam, il Megapresidente Galattico Arcangelo, il Conte Corrado Maria Lobbiam e il Duca Conte Piercarlo Ing. Semenzara)
- 1ª classe: lampada di opalina, scrivania in mogano con piano di cristallo, quattro piante di ficus, tre telefoni, dittafono, sei quadri naif, tappeto e moquette per terra, poltrone in pelle umana (di questa classe fanno parte tutti i dirigenti e i maggiori azionisti dell'azienda)
- 2ª classe: n/d
- 3ª classe: n/d
- 4ª classe: n/d
- 5ª classe: lampada di opalina, scrivania in mogano con piano di cristallo, quadro naif jugoslavo alla parete, telefono, due piante di ficus
- 6ª classe: n/d
- 7ª classe: scrivania in mogano, poltroncina in Skai o finta pelle, telefono, pianta di ficus (simbolo del potere)
- 8ª classe: n/d
- 9ª classe: n/d
- 10ª classe: n/d
- 11ª classe: scrivania personale e poltroncina in Skai o finta pelle
- 12ª classe: non dà diritto ad alcun privilegio. Questa classe è quella ovviamente occupata dal ragioniere Ugo Fantozzi per quasi tutta la saga.
- 13ª classe: gli impiegati che appartengono a questa categoria vengono usati come veri e propri oggetti: Fantozzi, all'inizio della sua carriera, ha lavorato come impiegato di questa classe ricoprendo i ruoli di spugnetta per francobolli e di parafulmine, secondo quanto raccontato nel film Il secondo tragico Fantozzi.

## Impiegati principali
Presso la megaditta lavorano moltissimi impiegati; i principali, apparsi nella saga cinematografica di Fantozzi, sono:
- Ragionier Ugo Fantozzi: protagonista di tutta la saga, è l'archetipo dell' “italiano medio” degli anni settanta, piccolo-borghese dallo stile di vita semplice (diploma di scuola superiore, nessuna laurea, lavoro da impiegato, casa in equo canone). Lavora all'Ufficio Sinistri. È interpretato da Paolo Villaggio.

- Ragionier Filini: è un collega di Fantozzi e per molti versi anche il suo migliore amico. Entrambi sono costretti a subire angherie da parte dei superiori e dei colleghi e a prendere parte alle bizzarre iniziative dell'impresa per la quale lavorano. Rispetto a Fantozzi, però, Filini appare decisamente più ottimista e propositivo, al punto che è l'organizzatore di tutte le iniziative aziendali, in cui coinvolge sempre Fantozzi, con esiti spesso improbabili. Lavora all'Ufficio Sinistri. È interpretato da Gigi Reder.
- Ragioniera Signorina Silvani: è una collega di Fantozzi e il suo grande amore non ricambiato di sempre. La Silvani sfrutta questa infatuazione di Fantozzi per ottenere favori o prestiti monetari. È stata sposata con il geometra Calboni nel secondo film, dal quale ha poi divorziato in seguito ai continui tradimenti. Lavora all'Ufficio Sinistri. È interpretata da Anna Mazzamauro.
- Ragionier Fonelli: è un mite e occhialuto impiegato con la passione per la battaglia navale, gioco che utilizza per impegnare quasi tutto il tempo in cui dovrebbe occuparsi del lavoro. Lavora all'Ufficio Sinistri nella stessa stanza di Fantozzi e della Silvani. È interpretato da Pietro Zardini.

- Ragionier Fonelli "Cobram II": In Fantozzi subisce ancora è un impiegato, omonimo del precedente, che viene improvvisamente promosso Megadirettore Naturale del Personale grazie ad appoggi di personalità mafiose e di soggetti legati alla P2, assumendo appunto il titolo di Cobram II e organizza una gara di atletica leggera tra i dipendenti del ramo amministrativo della megaditta. Muore tra il settimo e l'ottavo film, e il suo funerale è l'inizio del film Fantozzi in paradiso.
- Geometra Luciano Calboni: altro collega di Fantozzi, è il classico collega gentile ma arrivista e ruffiano verso i superiori. Fantozzi vi entra continuamente in competizione per fare bella figura di fronte alla signorina Silvani, ma Calboni ha sempre la meglio ed in tono canzonatorio chiama il ragioniere “puccettone” e lo pizzica sulle guance. Donnaiolo impenitente, sarà sposato con la Silvani per un breve periodo nel secondo film. Lavora all'Ufficio Sinistri. È interpretato da Giuseppe Anatrelli.
- Ragionier Folagra: è l'unico impiegato dichiaratamente comunista di tutta la megaditta di cui si viene a conoscenza, e tutti i colleghi lo evitano per paura di compromettersi agli occhi della dirigenza. Definito "la pecora nera, anzi, la pecora rossa della ditta", è un giovane intellettuale di estrema sinistra che convincerà Fantozzi, trasferito a lavorare nel suo ufficio, a ribellarsi contro il padrone.
- Geometra Vannini: giocatore di scacchi (suo passatempo preferito in ufficio in luogo del lavoro), partecipa alla Coppa Cobram, dove raggiunge ben presto il ragionier Filini urtando dapprima una bancarella di frutta e poi sfondando l'insegna di un locale dove viene svolto un rinfresco di matrimonio.  È interpretato da Angelo Pellegrino.
- Ragionier Colsi: concorrente alla Coppa Cobram, dove è l'ultimo rimasto in gara insieme a Fantozzi, tenta di agire d'astuzia aggrappandosi con un ferro alla bici di questi, ma ben presto finirà fuori strada e raggiungerà i colleghi Filini e Vannini al rinfresco matrimoniale, nel film successivo condivide la macchina assieme al Rag. Mughini, pur avendo una roulotte propria "per salvaguardare la propria intimità".  È interpretato da Guerrino Crivello.
- Ragionier Mughini: è un collega di Fantozzi che, durante la vacanza in comitiva degli impiegati organizzata con camper di fortuna, per ridurre le spese del carburante, parte insieme al ragionier Colsi, ma, per salvaguardare la propria privacy, viaggia in una roulotte diversa da quella di Colsi, con entrambe le roulotte agganciate alla stessa auto, è implicito che nel quarto film della saga fantozziana, lui è il Rag. Colsi siano una coppia non-dichiaratamente omosessuale.

## Azionisti
La Contessa Serbelloni Mazzanti Vien dal Mare è una delle maggiori azioniste della Megaditta. Tipico personaggio che ostenta un atteggiamento aristocratico e di superiorità per via del proprio titolo nobiliare, è spesso al centro di feste e inaugurazioni, come il varo della "turbonave aziendale", nel quale ricopre il ruolo di madrina. È inoltre la padrona del feroce cane di razza "alano brandeburghese" Ivan il Terribile XXXII, diretto discendente di Ivan il Terribile I, appartenuto allo Zar Nicola, dichiarato nemico del popolo e fucilato sulla Piazza Rossa. Compare in: Il secondo tragico Fantozzi; Fantozzi 2000 - La clonazione.

## Mascotte
La centoduenne Baronessa Filiguelli de Bonchamps è "mascotte a vita" della Megaditta. Durante il varo della turbonave aziendale è la quarta e ultima vittima, dopo Fantozzi, il Sindaco e il Ministro della Marina Mercantile, a venire scaraventata in acqua dalle bottiglie di champagne scagliate maldestramente dalla Contessa Serbelloni Mazzanti Vien dal Mare nel tentativo di battezzare l'imbarcazione. Compare in: Il secondo tragico Fantozzi

## Le sedi
In ogni film della saga cinematografica di Fantozzi viene utilizzata una location diversa come sede dell'immaginaria Megaditta. Nel dettaglio:
- Fantozzi: palazzo dell'INAM, poi palazzo della Regione Lazio, tra Tor Marancia e Garbatella, con oscuramento delle insegne;[9]
- Il secondo tragico Fantozzi: Uffici del Ministero dei trasporti, in località EUR tra viale dell'Arte, via Stendhal e viale Asia;[10]
- Fantozzi contro tutti: Sede centrale dell'ENEA, sul lungotevere Thaon di Revel vicino a Ponte Milvio;[11]
- Fantozzi subisce ancora: Grattacielo delle Poste in località EUR presso viale Europa, per gli esterni, mentre gli interni sono girati presso la sede ENAV in via Salaria;[12]
- Superfantozzi: Sede dell'Arcispedale di Santo Spirito in Saxia (visto solo nel 1870).
- Fantozzi va in pensione: Sede della società Saritel S.p.A. a Pomezia in via dei Castelli Romani;[13]
- Fantozzi alla riscossa: Centro commerciale Cinecittà 2 in via Tuscolana, per gli esterni, mentre il salone è l'Auditorium Cavour della Casa Madre dei Mutilati e delle Vedove di Guerra, in Piazza Adriana;[14]
- Fantozzi in paradiso: Sede dell'Agenzia delle dogane e dei monopoli in via Mario Carucci, per gli esterni, mentre gli interni sono gli studi di posa della Dinocittà a Castel Romano;[15]
- Fantozzi - Il ritorno: Sede dell'Agenzia delle dogane e dei monopoli in via Mario Carucci, per gli esterni;[16]
- Fantozzi 2000: Sede di Eutelia S.p.A. (oggi Clouditalia Telecomunicazioni S.p.A.) in via Giulio Vincenzo Bona, per gli esterni.[17]